# Man on a Tightrope
Man on a Tightrope és una pel·lícula dramàtica estatunidenca del 1953 dirigida per Elia Kazan, protagonitzada per Fredric March, Terry Moore i Gloria Grahame. El guió de Robert E. Sherwood es va basar en una novel·la de 1952 del mateix títol de Neil Paterson. Paterson va basar la seva història real, que va aparèixer per primera vegada com la novel·la de la revista International Incident, en la fugida del Circ Brumbach d'Alemanya Oriental l'any 1950. Els membres del Circ Brumbach van aparèixer a la versió cinematogràfica en dos personatges del repartiment i com a extres. La pel·lícula ha estat inscrita al 3r Festival Internacional de Cinema de Berlín.

## Argument
El 1952 Txecoslovàquia, l'home de circ Karel Černík lluita per mantenir unit al seu estimat Cirkus Černík, que pertanyia a la seva família abans de ser nacionalitzat pel govern comunista. El govern permet que Černík administri el circ, però lídia amb la deterioració de les condicions en el circ, la pèrdua dels seus treballadors en l'estat i la tensió amb la seva filla Tereza i la seva jove segona esposa Zama, que tots sospiten li és infidel. Černík vol posar fi a un romanç en embrió entre Tereza i Joe Vosdek, que només porta un any en el circ.
Černík és interrogat en la seu del SNB seguretat de l'Estat a Plzeň, sobre per què no està mostrant en el seu circ els actes de propaganda marxista imposats pel govern. Černík explica que els esquetxos no eren graciosos, i que el públic prefereix el seu acte habitual. El cap de la SNB li ordena reprendre l'acte requerit i acomiadar a una veterana integrant del circ que es fa dir "La Duquessa". El ministre de propaganda Fesker li pregunta casualment sobre una ràdio en el seu tràiler, alertant a Černík que hi ha un espia entre ells. Černík és multat i alliberat, encara que Fesker creu que és una amenaça per a l'estat. Černík, inspirat per una recent fugida, decideix escapar passant per la frontera de Baviera.

## Repartiment
- Fredric March com Karel Černík
- Terry Moore com Tereza Černík
- Gloria Grahame com Zama Černík
- Cameron Mitchell com Joe Vosdek
- Adolphe Menjou com Fesker
- Robert Beatty com Barović
- Alexander D'Arcy com Rudolph
- Richard Boone com Krofta
- Pat Henning com Konradin
- Paul Hartman com Jaromír
- John Dehner com el cap de SNB

## Producció
La pel·lícula es va rodar a Baviera, després a Alemanya Occidental. Es van utilitzar actes autèntics i es va emprar tot el Circ Brumbach per a la producció. La trama original per escapar en petits increments a través de la frontera va ser el mitjà real utilitzat pel circ Brumbach en la seva fugida.